# Hrot (videohra)
Hrot je česká akční FPS počítačová hra vyvinutá Spytihněvem. Primárně je inspirována hrou Quake. Verze předběžného přístupu byla vydána 29. ledna 2021. K únoru 2022 hra zahrnovala jednu hotovou a jednu rozpracovanou epizodu a v červnu 2022 byla vydána druhá epizoda z celkových tří epizod. Plná verze vyšla 16. května 2023.

## Hratelnost
Hrot je střílečka z pohledu první osoby v retro stylu. Hráč prozkoumává a hledá cestu k východu z úrovně, čelí monstrům a cestou nachází tajné místnosti. Hráč obvykle nachází tlačítka, nebo klíče, aby bylo možné otevřít dveře, k dosažení východu z úrovně. Po dosažení východu je hráč přenesen do další úrovně. Před vstupem do epizody má hráč na výběr několik obtížností, které jsou vzestupně obtížnější: Modrá knížka, Bažant, Mazák, Dělomrd a Spalovač mrtvol. Po dokončení epizody hráč odemkne režimy Endless Arena a New Game+.
Kampaň je rozdělena do tří epizod. První epizoda se odehrává v roce 1986 v alternativní realitě Československa, které postihla neznámá katastrofa. Má 8 úrovní s bossem v každé druhé úrovni. Každá úroveň je zasazena do reálného místa v Praze. Patří sem Vyšehrad nebo vrch Vítkov. Druhá epizoda se odehrává mimo jiné na několika hradech (Točník, Kašperk, Velhartice), a také v Babiččině údolí. Třetí epizoda se opět vrácí do Prahy s výjimkou první úrovně, která je odkazem na knihu Karla Čapka s názvem Válka s mloky. Zbylé úrovně jsou zasazeny třeba do Thomayerovy nemocnice, sídliště Roztyly (Praha), stanice metra Jiřího z Poděbrad, Staroměstské radnice, Spalovny Malešice, nádraží Praha-Bubny a Stadionu Strahov.